# Доби, Ларри
Лоренс Юджин Доби (англ. Lawrence Eugene Doby, 13 декабря 1923 — 18 июня 2003) — американский профессиональный бейсболист, выступавший в Негритянских лигах и Главной лиге бейсбола (МЛБ). Уроженец Камдена (штат Южная Каролина) Доби был одним из лучших спортсменов штата среди школьников в трёх дисциплинах за что получил стипендию в Университете Лонг-Айленда. В семнадцатилетнем возрасте он стал выступать за клуб «Ньюарк Иглз» на позиции игрока второй базы. Во время Второй мировой войны служил в вооружённых силах США, а по возвращении в 1946 году вместе с «Иглз» выиграл Мировую серию Негритянской лиги.
В 1947 году Доби стал первым чернокожим игроком в Американской лиги, подписав контракт с командой Билла Вика «Кливленд Индианс». Доби стал первым афроамриканцем, попавшим прямиком и Негритянских лиг в МЛБ. Он и Сэтчел Пэйдж стали первыми чернокожими игроками, выигравшими Мировую серию. Он также стал первым афроамериканцем выбившим хоум-ран в Мировой серии и в матче всех звёзд. Он помог «Индианс» одержать рекордные для клуба 111 побед в сезоне в 1954 году, стал лидером лиги по RBI и хоум-ранам и финишировал на втором месте в голосовании на самого ценного игрока АЛ. В 1978 году Доби, возглавив «Чикаго Уайт Сокс», стал вторым афроамериканским менеджером в главных лигах.
По окончании игровой карьеры Доби работал директором в клубе Национальной баскетбольной ассоциации «Нью-Джерси Нетс», а в 1995 году занял один из руководящих постов в АЛ. В 1998 году он был включён в Бейсбольный Зал славы по решению ветеранского комитета Зала.